# Tsumagoi
Tsumagoi (嬬恋村 Tsumagoi-mura?) es una villa en la prefectura de Gunma, Japón, localizada en la parte central de la isla de Honshū, en la región de Kantō. El 1 de marzo de 2021 tenía una población estimada de 9066 habitantes y una densidad de población de 27 personas por km².

## Geografía
Tsumagoi está situada en la esquina noroeste de la prefectura de Gunma. Limita con los pueblos de Kusatsu y Naganohara, así como con Karuizawa, Komoro, Takayama, Suzaka, Ueda, Tōmi y Miyota en la prefectura de Nagano.

## Economía
La economía de Tsumagoi es principalmente agrícola, con coles formando el cultivo local más destacado. El turismo estacional, principalmente en relación con sus complejos termales onsen y sus estaciones de esquí, también son importantes contribuyentes a la economía.

## Demografía
Según los datos del censo japonés, la población de Tsumagoi se ha mantenido relativamente estable en los últimos 30 años.
| Gráfica de evolución demográfica de Tsumagoi entre 1940 y 2015 |
|                                                                |
| Oficina de Estadística de Japón                                |